# Туиден, Лиэнн
Лиэ́нн Ве́лес Туи́ден (англ. Leeann Velez Tweeden; 13 июня 1973, Манассас, Виргиния, США) — американская фотомодель, журналистка, телеведущая и спортивный комментатор.

## Биография
Лиэнн Велес Туиден родилась 13 июня 1973 года в Манассасе (штат Виргиния, США) в семье испанского, филиппинского и норвежского происхождения. У Лиэнн есть брат.
В 1991 году Лиэнн окончила «Osbourn Park Senior High». В школе она училась с будущей моделью Деанной Мэрримен. Туиден также получила политическую степень в «Santa Monica College» и «UCLA».

## Карьера
В 1991 году, после окончания средней школы, Лиэнн начала карьеру фотомодели. В 1992 году Туиден победила на «Venus International Model Search». Снималась для журналов Playboy, FHM.
Начиная с 2000-х годов Лиэнн, в основном, работает на телевидении в качестве журналистки, телеведущей и спортивного комментатора.

## Личная жизнь
С 4 июля 2010 года Лиэнн замужем за пилотом Крисом Догерти. У супругов есть двое детей — сын Кейн Финикс Догерти (род. 09.09.2013) и дочь Кайя Вейл Догерти (род. 16.09.2015).